# II. Katalin címzetes latin császárnő
II. Katalin (1303. – 1346.) címzetes latin császárnő.

## Élete
Valois Károly gróf és Courtenay-i Katalin konstantinápolyi császári hercegnő leánya.
Anyai nagyszülei: I. Fülöp címzetes latin császár és Szicíliai Beatrix királyi hercegnő
Apai nagyszülei: III. Fülöp francia király és Aragóniai Izabella infánsnő
Katalin féltestvére volt IV. Fülöp francia király, valamint Valois Johanna és II. Károly alençoni gróf is.
1307. október 11-én, II. Katalin néven megörökölte édesanyjától (I. Katalin) a Konstantinápoly címzetes császárnője címet, ám mivel még kiskorú volt, apja járt el a képviseletében 1325. december 16-án bekövetkezett haláláig.
1303. április 15-én a csecsemő Katalint hivatalosan is eljegyezték a 20 esztendős V. Hugó burgundi herceggel, ám a megegyezést 1312-ben felbontották a felek. 
1313 júliusában végül a 34 éves I. Fülöp tarantói herceghez, Róbert nápolyi király öccséhez ment nőül. Házasságuk 18 évig tartott, Fülöp 1331. december 26-án bekövetkezett haláláig. Katalin többé nem ment férjhez.
A frigyből öt gyermek született:
- Róbert (1319-1364)
- Lajos (1320-1362), később ő lett I. Johanna nápolyi királynő második férje
- Margit (kb. 1325-1380), első férje Edward Balliol volt (aki a skót koronára formált jogot), második férje pedig Balzo Ferenc lett, aki Andria hercege volt, az ő fiuk, Jakab lett 1374-től Konstantinápoly utolsó címzetes császára (Jakab 1382-ben nőül vette I. Johanna nápolyi királynő húgának, Máriának a leányát, Ágnes durazzói hercegnőt)
- Mária (1327-ben született, s valószínűleg még csecsemőként meghalt)
- Fülöp (1329-1373), II. Fülöp néven Albánia uralkodója, akháj és tarantói herceg, valamint III. Fülöp néven Konstantinápoly címzetes császára

1325-ben Katalin férjét, Fülöpöt II. Fülöp néven Konstantinápoly címzetes császárának kiáltották ki, ám miután 1331-ben az asszony megözvegyült, benyújtotta igényét a megüresedett császári trónra. Elsőszülött fiuk, az akkor csupán 12 esztendős Róbert pedig Tarantó hercegeként követte apját lett, II. Róbert néven. Katalinból ezek fényében a nápolyi királyi udvar egyik befolyásos tagja vált. 
Az asszony udvartartása jóval világiasabb erkölcsökkel rendelkezett, mint Róbert nápolyi uralkodó udvara, ahol a király felesége, Mallorcai Sancha már-már túlzottan istenfélő magatartása érvényesült.
I. Johanna nápolyi királynő uralma alatt Katalin többször is kinyilvánította, mennyire ellenzi a királynő húga és Durazzói Károly herceg frigyét. (Károly családja elvileg riválisa volt a trónharcokban annak a dinasztiának, amelyből például felesége is származott.)
1333-ban Katalin fiából, Róbertből akháj herceg lett, ám a tizennégy éves fiú helyett anyja kormányozta a tartományt 1341-ig, amikor Róbert nagykorú lett, utána pedig Katalin mint társuralkodó játszott szerepet fia életében, egészen 1346-ban bekövetkezett haláláig. 1341-ben az asszony lett Kefalónia kormányzója, mely tisztet haláláig betöltötte. 
1345-ben I. Johanna királynő parancsot adott első férje, Anjou András magyar királyi herceg megölésére, mivel nem akarta megosztani vele a nápolyi trónt. 1346 elején az özvegy már Katalin fiai közül szeretett volna új férjet. Végül Katalin másodszülött fia, Lajos vette nőül Johannát 1346. augusztus 20-án. 
Amikor Katalin fiai, Róbert és Lajos konfliktusba kerültek egymással a császári címért, az asszony inkább Lajos mellé állt, ám a névleges trónt végül Róbert szerezte meg 1346-ban.  
1346 októberében, 43 évesen érte őt utol a halál, Nápolyban. I. Johanna királynő a San Domenico templomban rendezett neki méltó temetést.